# Sinophorus townesorum
Sinophorus townesorum là một loài tò vò trong họ Ichneumonidae.